# 構象異構

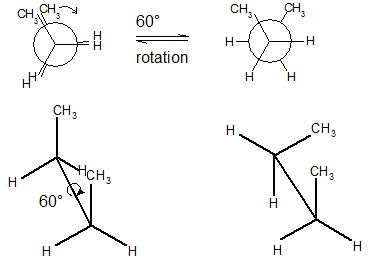
环绕着丁烷单键到互变一个构象到另一个构象。 上图: Newman projection; 下图: depiction of spatial orientation.

構象異構（英語：Conformational isomerism，又譯構型異構或結構異構）指由於原子環繞於化學鍵四周，而導致結構式相同，卻具有化學構象或構象異構體之差異的分子現象。
有三種效應，會使某些構象異構物較為穩定：
1. 與骨幹相連的各組原子形成交錯（staggered）現象，這是乙烷較常以交叉方式存在的原因。
2. 立體排斥現象也會使某些構象異構物較常發生。
3. 極性鍵結的鍵矩（bond moments）能使某些構象異構物較穩定。

不同的構象異構物，會因為鍵結位置的旋轉而互相變換，且不會破壞化學鍵。以丁烷為例，其紐曼式投影（右圖）可顯示出主幹（C-C鍵）周圍各鍵結上之分子（C2及C3）之間的夾角變化。旋轉異構物指構象異構物的各形式，旋轉能障（rotation barrier）則為相互變換所需的活化能。
各種構象異構物存在的比例，是依照波茲曼分佈決定：
{\displaystyle {\frac {N_{i}}{N_{j}}}={\frac {g_{i}}{g_{j}}}\exp \left({\frac {-(E_{i}-E_{j})}{RT}}\right)}
上式中，i與j為最高能量及最低能量；g為特定能量可產生的構象異構物數量；N為特定構象異構物的所佔分子數量。
有兩種重要的構象同分異構物型態：
1. 線性烷烴構象（linear alkane conformation），擁有交錯式（staggered）、重疊式（eclipsed）與間扭式（gauche）。
2. 環己烷構象（cyclohexane conformation），可分椅式（chair）及船式（boat）。

其他構象同分異構物的例子還有分子的摺疊（folding）現象，會使某些形狀較穩定，並具有某些功能。此外還有旋轉對映異構物（atropisomer）等。

## 乙烷构象分析
碳碳单键的旋转并不是自由的，受周围原子大小的影响。产生了有能量高低区分的不同的空间取向方式，称为构象异构体（rotamer）。能量最小的构象就是分子容易保持的构象。
乙烷的两个构象如下图所示。立体效应的解释是：左边的重叠式因为氢原子相互离得近，所以原子间相互排斥导致能量比较高；右边的交叉式则相反，所以能量最低，是最稳定的构象。
两个构象异构体相差3.0 kcal/mol的能量。

## 环己烷构象分析
环己烷的构象分析实际上是乙烷构象分析在复杂分子体系延伸和推广的结果。Barton提出了著名的环己烷椅式构象和船式构象的思想。
环己烷有两种基本构象， 一个是比较稳定的椅式构象， 一个是较不稳定的船式。由下图的纽曼投影可以很清楚地看到船式构象的拥挤，不难理解为什么椅式构象是最稳定的构象。
与乙烷不同，环己烷是环状分子。环的存在限制了构象的自由旋转，于是椅式构象环上的氢原子很明显地分成了两组。一组是与环平面垂直的竖直键（上图红色氢原子），即a键（axial）， 一组是与环平面平行的平伏键（上图蓝色色氢原子），即e键（equitorial）。这在从纽曼投影式上很容易看出来。由于竖直键上的氢原子离较大的亚甲基，即CH2较近，它们受到的空间拥挤比平伏键氢原子要大，所以它们所含的能量也较高。